# Амброзия (мифология)
Амброзия, точнее амбро́сия  (др.-греч. ἀμβροσία, ион. ἀμβροσίη — «бессмертие») в Древней Греции — легендарная пища богов, дающая им молодость и бессмертие.
По Ониансу, это божественный эквивалент оливкового масла и жира.
По одной версии, амброзию изобрела Деметра, по другой — её производит ежедневно луна. Иногда, например, у поэтессы Сапфо, понятие амброзии смешивалось с понятием нектара, «напитка богов».
В индуистской мифологии амброзии соответствует амрита (слово «амрита» на санскрите имеет то же значение — «бессмертие»).
В честь амброзии назван астероид (193) Амброзия, открытый в 1879 году.